# Kim Jung-hyuk
Kim Jung-hyuk ((김정혁?); 30 novembre 1968) è un ex calciatore sudcoreano, di ruolo centrocampista.